# Uebigau-Wahrenbrück
Uebigau-Wahrenbrück é um município da Alemanha, situado no distrito de Elbe-Elster, no estado de Brandemburgo. Tem 134,91 km² de área, e sua população em 2019 foi estimada em 5.206 habitantes.